# کتاب زمان
کتاب زمان انتشاراتی است که در سال ۱۳۴۷ توسط عبدالحسین آل‌رسول، رضا سیدحسینی و جهانگیر منصور تأسیس شد. آل‌رسول پس از جدا شدن از انتشارات نیل به فکر تأسیس این انتشارات افتاد. به گفته جهانگیر منصور رضا سیدحسینی کتاب‌ها را از بعد ادبی بررسی و برای چاپ انتخاب می‌کرد. مصطفی رحیمی هم در این انتشارات جزء شرکا بود که بعد از دو سال و به دلیل تفاوت مشرب فکری از کتاب زمان جدا شد. برخی از آثار نویسندگانی چون جلال آل احمد، هوشنگ گلشیری، بهرام صادقی، اکبر رادی، احمد شاملو، غلامحسین ساعدی، رضا براهنی، نصرت رحمانی، احمد میرعلایی و هرمز شهدادی در انتشارت کتاب زمان چاپ شده‌است.

## برای مطالعهٔ بیشتر
- تاریخ شفاهی نشر ایران. ب‍ه ک‍وش‍ش عبدالحسین آذرنگ، علی دهباشی؛ ب‍ا ه‍م‍ک‍اری طوب‍ی س‍اطع‍ی. تهران: ققنوس، ۱۳۹۳.  شابک ‎۹۷۸-۶۰۰-۲۷۸-۱۴۹-۹